# Sveti Donat
Sveti Donat (en italien : Casa San Donato) est une localité de Croatie située en Istrie, dans la municipalité de Buzet, dans le comitat d'Istrie. En 2001, la localité comptait 77 habitants.

## Démographie
| 1948 | 1953 | 1961 | 1971 | 1981 | 1991 | 2001 |
| ---- | ---- | ---- | ---- | ---- | ---- | ---- |
| 230  | 218  | 159  | 101  | 107  | 94   | 77   |